# KNVB-Pokal 1925/26
Der KNVB-Pokal 1925/26 war die 24. Auflage des niederländischen Fußball-Pokalwettbewerbs. Pokalsieger wurde der Zweitligist TSV LONGA. Das Team setzte sich im Finale gegen VV De Spartaan durch.

## Modus
Alle Begegnungen wurden in einem Spiel ausgetragen. Die Mannschaften der ersten und zweiten Liga starteten erst in der 3. Runde. Bei unentschiedenem Ausgang kam die auswärts spielende Mannschaft eine Runde weiter.

## 1. Runde
| Datum      |                        | Ergebnis |                         |
| ---------- | ---------------------- | -------- | ----------------------- |
| 11.04.1926 | AFC Amsterdam          | 6:0      | Herodia Amsterdam       |
| 11.04.1926 | BSV Allen Weerbaar     | 0:4      | SV Rap Amsterdam        |
| 11.04.1926 | SC Amstelwijck         | 1:4      | KVV Krommenie           |
| 11.04.1926 | APGS Amsterdam         | 4:1      | BFC Bussum              |
| 11.04.1926 | VV Arnheim             | 1:4      | SV Zwolsche Boys        |
| 11.04.1926 | VV Assendelft          | 6:1      | SVS Utrecht             |
| 11.04.1926 | Aurora Haarlem         | 2:1      | VV Vlaardingen          |
| 11.04.1926 | Be Quick Zutphen       | 1:2      | VV Apeldoorn            |
| 11.04.1926 | BVC Bloemendaal        | 0:2      | VVA Amsterdam           |
| 11.04.1926 | BMT Den Haag           | 12:10    | Vlaardingsche FC        |
| 11.04.1926 | VV Bodegraven          | 3:6      | ADO Den Haag            |
| 11.04.1926 | BVV Borne              | 5:2      | Humanitas Arnheim       |
| 11.04.1926 | DCL Rotterdam          | 2:4      | Texas Rotterdam         |
| 11.04.1926 | DEC Amsterdam          | 1:3      | Amstel Watergraafsmeer  |
| 11.04.1926 | DVV Delft              | 3:0      | SIOD Rotterdam          |
| 11.04.1926 | DHC Delft              | 10:10    | SVV Schiedam            |
| 11.04.1926 | DHS Schiedam           | 2:1      | VIOS Den Haag           |
| 11.04.1926 | DJS Rotterdam          | 2:5      | LSV Leerdam             |
| 11.04.1926 | DVV Den Haag           | 2:2      | DIO Haarlem             |
| 11.04.1926 | DWS Amsterdam          | 2:2      | TOS-Actief Amsterdam    |
| 11.04.1926 | DWV Amsterdam          | 0:0      | Rapiditas Weesp         |
| 11.04.1926 | EVC Edam               | 1:2      | Electra Amsterdam       |
| 11.04.1926 | Fluks Dordrecht        | 05:0 1   | RFC Rotterdam           |
| 11.04.1926 | Fortuna Vlaardingen    | 05:0 1   | VDS Den Haag            |
| 11.04.1926 | GVV Forward Groningen  | 1:4      | BATO Winschoten         |
| 11.04.1926 | GVC Wageningen         | 1:1      | Eendracht Arnheim       |
| 11.04.1926 | HDV Den Haag           | 1:1      | DOSB Amsterdam          |
| 11.04.1926 | HVV Helmond            | 3:1      | BVV Breda               |
| 11.04.1926 | Hertog Hendrik Arnheim | 3:2      | PEC Zwolle              |
| 11.04.1926 | FC Hilversum           | 0:2      | Nederlandse Corinthians |
| 11.04.1926 | VV Hoek van Holland    | 3:3      | VDL-Maassluis           |
| 11.04.1926 | JOZ Zwijndrecht        | 7:0      | VDL Maassluis           |
| 11.04.1926 | Hollandia Hoorn        | 4:0      | CVV Rotterdam           |
| 11.04.1926 | KHC Kampen             | 1:0      | AGOVV Apeldoorn         |
| 11.04.1926 | VV Kinheim             | 4:0      | AED Amsterdam           |
| 11.04.1926 | LFC Laren              | 12:10    | SV Baarn                |
| 11.04.1926 | VV Leerdam             | 3:4      | SV De Jagers            |
| 11.04.1926 | Leonidas Rotterdam     | 0:2      | AVV Alphen              |
| 11.04.1926 | LFC Leiden             | 1:4      | THB Haarlem             |
| 11.04.1926 | MAAS Maassluis         | 2:2      | RV & AV Neptunus        |
| 11.04.1926 | VV Merwede             | 1:4      | SVW Gorinchem           |
| 11.04.1926 | MVAV Middelburg        | 2:6      | TSV LONGA               |
| 11.04.1926 | VV Naaldwijk           | 2:2      | VSV TONEGIDO            |
| 11.04.1926 | NEC Nijmegen           | 8:0      | RKSV GOLTO              |
| 11.04.1926 | NHC Nijmegen           | 1:0      | VV Hattem               |
| 11.04.1926 | OBIOD Ede              | 0:0      | AVW Arnheim             |
| 11.04.1926 | OBIOD Nijmegen         | 2:2      | LVV Lugdunum            |
| 11.04.1926 | ODS Kampen             | 2:3      | Hermes DVS              |
| 11.04.1926 | VV Oosterbeek          | 2:5      | VV Rheden               |
| 11.04.1926 | OSV Oostzaan           | 1:1      | EDW Amsterdam           |
| 11.04.1926 | VV Purmersteijn        | 1:1      | Hortus Amsterdam        |
| 11.04.1926 | AFC Quick 1890         | 3:1      | DSV Delden              |
| 11.04.1926 | Quick Den Haag         | 2:5      | RFC Xerxes              |
| 11.04.1926 | RODA Hooge Zwaluwe     | 6:3      | Doetinchemse FC         |
| 11.04.1926 | RVC Rijswijk           | 0:2      | RV & AV Overmaas        |
| 11.04.1926 | 's-Gravenzandse VV     | 2:3      | SVV Schiedam            |
| 11.04.1926 | SDW Amsterdam          | 5:1      | OVVO Amsterdam          |
| 11.04.1926 | VV Sloterdijk          | 1:2      | AVOG Amsterdam          |
| 11.04.1926 | SMV Rotterdam          | 4:1      | RV & AV Steeds Hooger   |
| 11.04.1926 | Heerlen Sport          | 2:3      | Donar Hilversum         |
| 11.04.1926 | Swift Amsterdam        | 2:2      | AVV De Volewijckers     |
| 11.04.1926 | TSV Theole             | 0:1      | Arnhemse Boys           |
| 11.04.1926 | SV Theothorne          | 1:3      | VV Rigtersbleek         |
| 11.04.1926 | Transvalia Rotterdam   | 2:6      | VV Sliedrecht           |
| 11.04.1926 | TSC Oosterhout         | 2:4      | VC Vlissingen           |
| 11.04.1926 | HVV Tubantia           | 00:5 1   | SV TEC                  |
| 11.04.1926 | Upright Winschoten     | 2:5      | Friesche VC             |
| 11.04.1926 | UFC Utrecht            | 4:1      | TCA Amsterdam           |
| 11.04.1926 | Velox Nijmegen         | 2:1      | DVC Deventer            |
| 11.04.1926 | VKC Amsterdam          | 1:3      | Heldersche RC           |
| 11.04.1926 | Voorwaarts Utrecht     | 3:0      | SV De Meteoor           |
| 11.04.1926 | VOS Venlo              | 05:0 1   | VV Boxtel               |
| 11.04.1926 | VSC Tilburg            | 2:4      | VVV Amsterdam           |
| 11.04.1926 | VVO Velp               | 2:1      | VV Ede                  |
| 11.04.1926 | VV Waalwijk            | 0:0      | RSC Alliance            |
| 11.04.1926 | VV Watergraafsmeer     | 1:2      | SCA Amsterdam           |
| 11.04.1926 | WFC Wormerveer         | 5:1      | TDO Amsterdam           |
| 11.04.1926 | WGW Den Helder         | 1:3      | AVV Herenmarkt          |
| 11.04.1926 | VV Wijhe               | 05:0 1   | CVV Germanicus          |
| 11.04.1926 | Wilhelmina Vooruit     | 0:1      | DOS Utrecht             |
| 11.04.1926 | WSC Besoyen            | 9:2      | VV GOES                 |
| 11.04.1926 | Zandvoortsche VV       | 2:2      | ZVV Zaandam             |
| 11.04.1926 | ZVV Zilvermeeuwen      | 2:1      | SLTO Amsterdam          |
|            | VV Steenwijk           | Freilos  |                         |

## 2. Runde
| Datum      |                   | Ergebnis |                         |
| ---------- | ----------------- | -------- | ----------------------- |
| 18.04.1926 | ADO Den Haag      | 6:0      | DIO Haarlem             |
| 18.04.1926 | VV Apeldoorn      | 5:0      | VV Rigtersbleek         |
| 18.04.1926 | APGS Amsterdam    | 5:2      | KVV Krommenie           |
| 18.04.1926 | VV Assendelft     | 2:1      | WFC Wormerveer          |
| 18.04.1926 | AVOG Amsterdam    | 1:3      | VV Kinheim              |
| 18.04.1926 | AVW Arnheim       | 2:3      | Hertog Hendrik Arnheim  |
| 18.04.1926 | SV De Jagers      | 0:2      | DHS Schiedam            |
| 18.04.1926 | DHC Delft         | 5:2      | Fluks Dordrecht         |
| 18.04.1926 | Donar Hilversum   | 3:2      | SV Rap Amsterdam        |
| 18.04.1926 | EDW Amsterdam     | 2:2      | AFC Quick 1890          |
| 18.04.1926 | Electra Amsterdam | 4:2      | TOS-Actief Amsterdam    |
| 18.04.1926 | AVV Herenmarkt    | 2:1      | SCA Amsterdam           |
| 18.04.1926 | HVV Helmond       | 1:0      | VVV Amsterdam           |
| 18.04.1926 | Hermes DVS        | 2:2      | DVV Delft               |
| 18.04.1926 | Hollandia Hoorn   | 4:0      | AVV De Volewijckers     |
| 18.04.1926 | Hortus Amsterdam  | 5:1      | DOS Utrecht             |
| 18.04.1926 | Heldersche RC     | 7:0      | Amstel Watergraafsmeer  |
| 18.04.1926 | KHC Kampen        | 3:1      | BVV Borne               |
| 18.04.1926 | LFC Laren         | 4:1      | Voorwaarts Utrecht      |
| 18.04.1926 | TSV LONGA         | 4:2      | VC Vlissingen           |
| 18.04.1926 | LSV Leerdam       | 6:0      | SMV Rotterdam           |
| 18.04.1926 | LVV Lugdunum      | 4:2      | Aurora Haarlem          |
| 18.04.1926 | NEC Nijmegen      | 5:1      | VV Rheden               |
| 18.04.1926 | RV & AV Neptunus  | 1:0      | DOSB Amsterdam          |
| 18.04.1926 | RV & AV Overmaas  | 3:0      | SVW Gorinchem           |
| 18.04.1926 | Rapiditas Weesp   | 2:3      | AFC Amsterdam           |
| 18.04.1926 | VV Sliedrecht     | 0:2      | RFC Xerxes              |
| 18.04.1926 | VV Steenwijk      | 2:2      | Friesche VC             |
| 18.04.1926 | SV TEC            | 3:0      | Arnhemse Boys           |
| 18.04.1926 | THB Haarlem       | 11:20    | Texas Rotterdam         |
| 18.04.1926 | VSV TONEGIDO      | 4:3      | VDS Den Haag            |
| 18.04.1926 | UFC Utrecht       | 0:0      | SDW Amsterdam           |
| 18.04.1926 | Velox Utrecht     | 2:0      | JOZ Zwijndrecht         |
| 18.04.1926 | VOS Venlo         | 4:0      | WSC Besoyen             |
| 18.04.1926 | VVA Amsterdam     | 3:1      | ZVV Zilvermeeuwen       |
| 18.04.1926 | VVO Velp          | 1:2      | NHC Nijmegen            |
| 18.04.1926 | VV Wijhe          | 0:4      | Eendracht Arnheim       |
| 18.04.1926 | ZVV Zaandam       | 0:2      | Nederlandse Corinthians |
| 19.04.1926 | BMT Den Haag      | 1:1      | AVV Alphen              |
| 20.04.1926 | VDL-Maassluis     | 2:4      | SVV Schiedam            |
|            | SV Zwolsche Boys  | 05:0 1   | RODA Hooge Zwaluwe      |
|            | RSC Alliance      | Freilos  |                         |
|            | BATO Winschoten   | Freilos  |                         |

## 3. Runde
Teilnehmer: Die 43 Sieger der 2. Runde und 34 Teams der ersten bzw. zweiten Liga.
| Datum      |                    | Ergebnis |                         |
| ---------- | ------------------ | -------- | ----------------------- |
| 25.04.1926 | Achilles 1894      | 2:0      | KHC Kampen              |
| 25.04.1926 | ADO Den Haag       | 2:0      | DHS Schiedam            |
| 25.04.1926 | AFC Amsterdam      | 4:1      | Feijenoord Rotterdam    |
| 25.04.1926 | AVV Alphen         | 5:0      | Nederlandse Corinthians |
| 25.04.1926 | VV Apeldoorn       | 1:4      | RC Heemstede            |
| 25.04.1926 | DVV Delft          | 2:2      | Blauw Wit Amsterdam     |
| 25.04.1926 | Dordrechtsche FC   | 12:00    | HVV Helmond             |
| 25.04.1926 | DOTO Deventer      | 1:3      | RFC Xerxes              |
| 25.04.1926 | Haarlemse FC EDO   | 3:1      | RV & AV Neptunus        |
| 25.04.1926 | Eendracht Arnheim  | 0:2      | Hertog Hendrik Arnheim  |
| 25.04.1926 | Electra Amsterdam  | 0:2      | Donar Hilversum         |
| 25.04.1926 | Sportclub Enschede | 0:5      | NEC Nijmegen            |
| 25.04.1926 | Friesche VC        | 3:5      | VV De Spartaan          |
| 25.04.1926 | HVV Hengelo        | 2:2      | WVV Wageningen          |
| 25.04.1926 | Heracles Almelo    | 7:0      | NHC Nijmegen            |
| 25.04.1926 | Koninklijke HFC    | 0:2      | HBS Craeyenhout         |
| 25.04.1926 | Hollandia Hoorn    | 1:1      | LVV Friesland           |
| 25.04.1926 | Hortus Amsterdam   | 3:4      | Enschedesche Boys       |
| 25.04.1926 | Heldersche RC      | 2:0      | Ajax Amsterdam          |
| 25.04.1926 | VV Kinheim         | 2:9      | HVV 't Gooi             |
| 25.04.1926 | VV Leeuwarden      | 1:5      | DHC Delft               |
| 25.04.1926 | LSV Leerdam        | 7:0      | THB Haarlem             |
| 25.04.1926 | NAC Breda          | 7:2      | LVV Lugdunum            |
| 25.04.1926 | RV & AV Overmaas   | 6:1      | RSC Alliance            |
| 25.04.1926 | AFC Quick 1890     | 1:2      | VOC Rotterdam           |
| 25.04.1926 | Quick 1888         | 03:10    | GVV Velocitas 1897      |
| 25.04.1926 | RFC Rotterdam      | 3:1      | Excelsior Rotterdam     |
| 25.04.1926 | SDW Amsterdam      | 1:2      | VV Assendelft           |
| 25.04.1926 | SVV Schiedam       | 6:1      | AVV Herenmarkt          |
| 25.04.1926 | SV TEC             | 3:4      | UVV Utrecht             |
| 25.04.1926 | VSV TONEGIDO       | 3:1      | APGS Amsterdam          |
| 25.04.1926 | Velox Utrecht      | 8:2      | VV De Valk              |
| 25.04.1926 | VOS Venlo          | 1:2      | VV Eindhoven            |
| 25.04.1926 | WVV Winschoten     | 2:7      | Vitesse Arnheim         |
| 25.04.1926 | Zwolsche AC        | 5:0      | BATO Winschoten         |
| 25.04.1926 | Zaanlandsche FC    | 6:1      | VVA Amsterdam           |
| 25.04.1926 | SV Zwolsche Boys   | 6:1      | VV Groningen            |
| 25.04.1926 | LFC Laren          | 05:0 1   | BVV Wilhelmina          |
|            | TSV LONGA          | Freilos  |                         |

## 4. Runde
| Datum      |                  | Ergebnis |                        |
| ---------- | ---------------- | -------- | ---------------------- |
| 02.05.1926 | Dordrechtsche FC | 3:2      | RV & AV Overmaas       |
| 02.05.1926 | Heracles Almelo  | 10:00    | LVV Friesland          |
| 02.05.1926 | TSV LONGA        | 2:0      | VSV TONEGIDO           |
| 02.05.1926 | NAC Breda        | 2:2      | Enschedesche Boys      |
| 02.05.1926 | Velox Utrecht    | 2:0      | VV Assendelft          |
| 02.05.1926 | Vitesse Arnheim  | 3:1      | GVV Velocitas 1897     |
| 09.05.1926 | Achilles 1894    | 0:4      | RFC Xerxes             |
| 09.05.1926 | ADO Den Haag     | 3:1      | VV Eindhoven           |
| 09.05.1926 | AFC Amsterdam    | 2:1      | HBS Craeyenhout        |
| 09.05.1926 | VV De Spartaan   | 3:0      | UVV Utrecht            |
| 09.05.1926 | DHC Delft        | 6:1      | RC Heemstede           |
| 09.05.1926 | Donar Hilversum  | 2:4      | NEC Nijmegen           |
| 09.05.1926 | Haarlemse FC EDO | 2:0      | AVV Alphen             |
| 09.05.1926 | RFC Roermond     | 6:1      | Zwolsche AC            |
| 09.05.1926 | SVV Schiedam     | 3:0      | Hertog Hendrik Arnheim |
| 09.05.1926 | VOC Rotterdam    | 1:2      | LFC Laren              |
| 09.05.1926 | WVV Wageningen   | 4:2      | HVV 't Gooi            |
| 09.05.1926 | Zaanlandsche FC  | 7:0      | VV Leeuwarden          |
| 09.05.1926 | SV Zwolsche Boys | 1:5      | Blauw Wit Amsterdam    |
|            | Heldersche RC    | Freilos  |                        |

## 5. Runde
| Datum      |                     | Ergebnis |                   |
| ---------- | ------------------- | -------- | ----------------- |
| 13.05.1926 | Blauw Wit Amsterdam | 2:1      | Vitesse Arnheim   |
| 13.05.1926 | VV De Spartaan      | 4:0      | Heldersche RC     |
| 13.05.1926 | Haarlemse FC EDO    | 2:1      | DHC Delft         |
| 13.05.1926 | Heracles Almelo     | 3:1      | NEC Nijmegen      |
| 13.05.1926 | LFC Laren           | 1:1      | ADO Den Haag      |
| 13.05.1926 | SVV Schiedam        | 4:2      | AFC Amsterdam     |
| 13.05.1926 | Velox Utrecht       | 1:3      | RFC Xerxes        |
| 13.05.1926 | WVV Wageningen      | 1:1      | Enschedesche Boys |
| 13.05.1926 | Zaanlandsche FC     | 8:0      | Dordrechtsche FC  |
| 16.05.1926 | TSV LONGA           | 4:0      | RFC Roermond      |

## Zwischenrunde
| Datum      |                | Ergebnis |                     |
| ---------- | -------------- | -------- | ------------------- |
| 16.05.1926 | ADO Den Haag   | 1:3      | Blauw Wit Amsterdam |
| 16.05.1926 | VV De Spartaan | 2:0      | Enschedesche Boys   |

## Viertelfinale
| Datum      |                     | Ergebnis |                  |
| ---------- | ------------------- | -------- | ---------------- |
| 24.05.1926 | VV De Spartaan      | 4:2      | Heracles Almelo  |
| 24.05.1926 | SVV Schiedam        | 2:1      | RFC Xerxes       |
| 24.05.1926 | Zaanlandsche FC     | 4:6      | TSV LONGA        |
| 26.05.1926 | Blauw Wit Amsterdam | 2:0      | Haarlemse FC EDO |

## Halbfinale
| Datum      |                     | Ergebnis |                |
| ---------- | ------------------- | -------- | -------------- |
| 01.06.1926 | Blauw Wit Amsterdam | 0:1      | VV De Spartaan |
| 06.06.1926 | TSV LONGA           | 7:1      | SVV Schiedam   |

## Finale
| TSV LONGA                                      | TSV LONGA | VV De Spartaan | VV De Spartaan |
| ---------------------------------------------- | --- | --- | -------------- |
| TSV LONGA                                      | \| 13. Juni 1926 in Amsterdamsestraatweg, Utrecht \| \| Ergebnis: 5:2 \| \| Zuschauer: 3.000 \| \| Schiedsrichter: Rommes \| \| Spielbericht \| | \| 13. Juni 1926 in Amsterdamsestraatweg, Utrecht \| \| Ergebnis: 5:2 \| \| Zuschauer: 3.000 \| \| Schiedsrichter: Rommes \| \| Spielbericht \| | VV De Spartaan |
| TSV LONGA                                      | Melis – Brekelmans, Van de Boer – Leijnen, Van Es, De Jongh – Teurlings, Pallandt, Spijkers, Leo Ghering, Thijsselink                           | | VV De Spartaan |
| TSV LONGA                                      | 1:0 Thijsselink (?, Elfmeter) 2:0 Pallandt 3:0 Leo Ghering 4:0 Pallandt 5:0 Leo Ghering                                                         | 5:1 ? 5:2 ? | VV De Spartaan |
| 13. Juni 1926 in Amsterdamsestraatweg, Utrecht | | |                |
| Ergebnis: 5:2                                  | | |                |
| Zuschauer: 3.000                               | | |                |
| Schiedsrichter: Rommes                         | | |                |
| Spielbericht                                   | | |                |